# ノチェーラ・テリネーゼ
ノチェーラ・テリネーゼ（イタリア語: Nocera Terinese）は、イタリア共和国カラブリア州カタンザーロ県にある、人口約4,800人の基礎自治体（コムーネ）。

## 地理

### 位置・広がり

#### 隣接コムーネ
隣接するコムーネは以下の通り。括弧内のCSはコゼンツァ県所属を示す。
- アマンテーア (CS)
- クレート (CS)
- ファレルナ
- ラメーツィア・テルメ
- マルティラーノ・ロンバルド
- サン・マンゴ・ダクイーノ